# Galearis
Galearis – rodzaj roślin z rodziny storczykowatych (Orchidaceae). Obejmuje 10 gatunków występujących w Ameryce Północnej i Azji w takich krajach i regionach jak: Alaska, Kanada, Stany Zjednoczone, Chiny, Himalaje, Grenlandia, Japonia, Rosja, Półwysep Koreański, Wyspy Kurylskie, Mjanma, Nepal, Tybet.

## Systematyka
Rodzaj sklasyfikowany do podplemienia Orchidinae w plemieniu Orchideae, podrodzina storczykowe (Orchidoideae), rodzina storczykowate (Orchidaceae), rząd szparagowce (Asparagales) w obrębie roślin jednoliściennych.
Wykaz gatunków
- Galearis camtschatica (Cham.) X.H.Jin, Schuit. & W.T.Jin
- Galearis cyclochila (Franch. & Sav.) Soó
- Galearis fauriei (Finet) P.F.Hunt
- Galearis huanglongensis Q.W.Meng & Y.B.Luo
- Galearis roborovskii (Maxim.) S.C.Chen, P.J.Cribb & S.W.Gale
- Galearis rotundifolia (Banks ex Pursh) R.M.Bateman
- Galearis spathulata (Lindl.) P.F.Hunt
- Galearis spectabilis (L.) Raf.
- Galearis tschiliensis (Schltr.) P.J.Cribb, S.W.Gale & R.M.Bateman
- Galearis wardii (W.W.Sm.) P.F.Hunt